# Като, Мика
Мика Като  (яп. 加藤美佳, англ. Mika Kato; род. 1959 года в Нагоя, префектура Айти) — японская конькобежка, специализирующаяся в шорт-треке. Трёхкратная чемпионка мира в шорт-треке 1980 и 1981 годов на дистанциях 500 и 1000 метров. Окончила Университет Чукё.

## Биография
Мика Като училась в средней школе женской коммерческой академии Айти - Университет Чукё. С раннего детства занималась шорт-треком, она привлекла к этому виду спорта свою младшую сестру Миёси Като, которая в будущем превзошла старшую сестру. Мика двукратная чемпионка всеяпонских игр 1980 и 1981 годов.
На чемпионат мира 1980 года в Милане под эгидой ISU по шорт-треку она заняла 2 место в общем зачёте уступив только своей сестре Миёси Като. В 1981 году выиграла второй раз серебро в общем зачёте на чемпионате мира в Мёдоне.
В 1983 году на мировом первенстве в Токио Мика Като выиграла очередное серебро в общем зачёте, проиграв только знаменитой канадкой шорт-трекистке Сильви Дэгль. После ухода из спорта она закончила Университет Чукё в Нагано. У неё родился сын, будущий Японский шорт-трекист Кадзуки Ёсинага, участник Зимних Олимпийских игр в Пхёнчхане..